# Oland (Alemania)

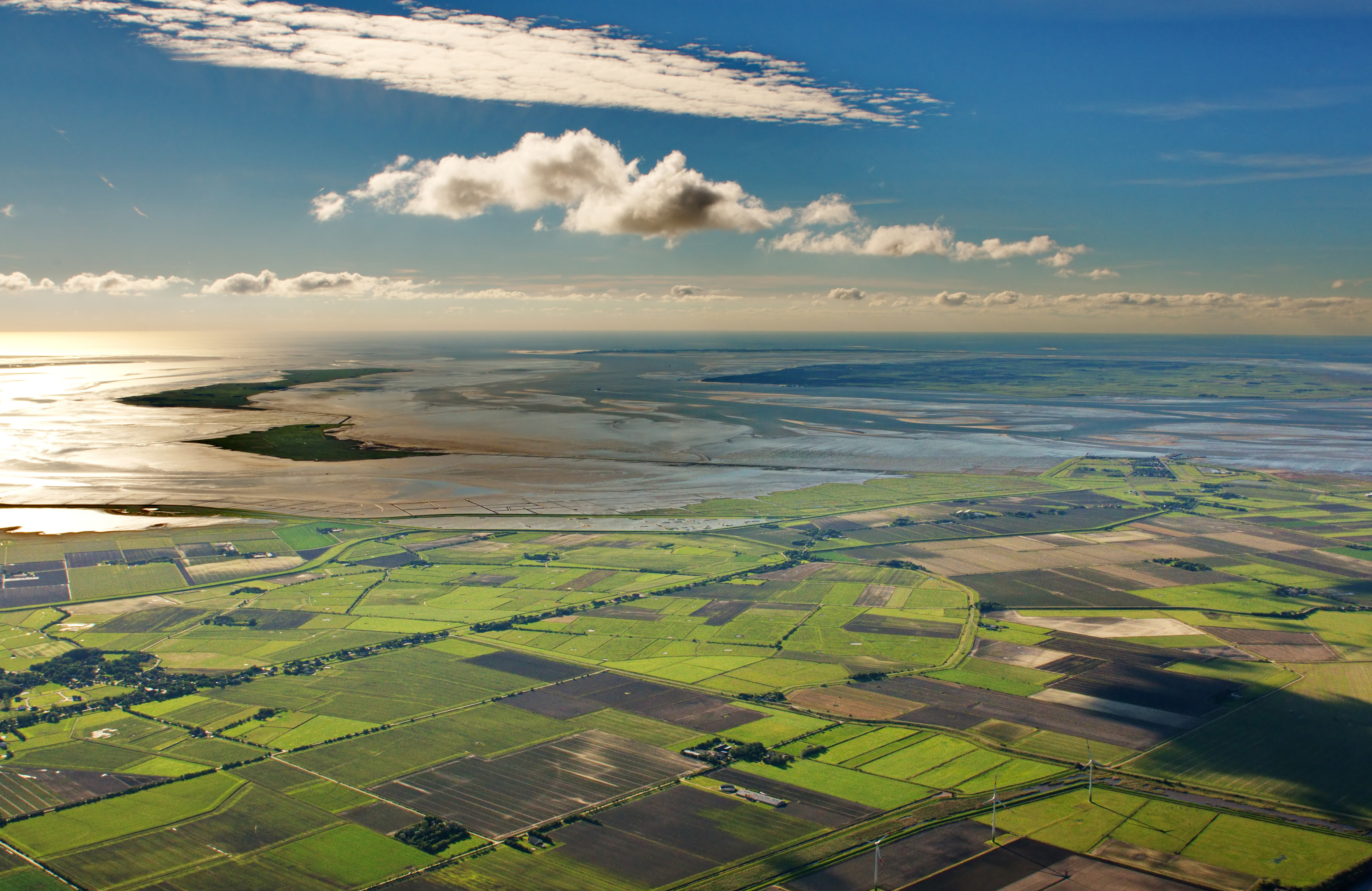
Öland (izquierda), por detrás isla Langeneß, derecha Dagebüll y detrás Amrun

Oland (en danés: Øland, frisón del norte: Ualöön) es un Hallig pequeño (islote) que está conectado por un ferrocarril de vía estrecha con el continente y con el Hallig de Langeness.
El Faro más pequeño de Alemania se encuentra aquí, siendo también el único con techo de paja. En la Antigüedad tardía, los frisones del norte creían que el dios de los mares tenía su residencia en esta isla.